# Гветадзе, Рамаз Шалвович
Рамаз Шалвович Гветадзе (род. 30 апреля 1952 года) — российский стоматолог-ортопед, специалист в области дентальной имплантации, член-корреспондент РАН (2016).
Выпускник стоматологического факультета Московского медицинского стоматологического института.
Заместитель директора ЦНИИСиЧЛХ, профессор кафедры стоматологии Сеченовского университета.
Внес большой вклад в развитие отечественной зубной имплантации.
Автор 42 научных трудов, 2-х авторских свидетельств и 3-х патентов на изобретение.
Под его руководством защищены 2 докторские и 12 кандидатских диссертаций.
Член редколлегий журналов «Стоматология», «Российский вестник дентальной имплантологии», член ученого совета и член диссертационного совета Д 208.111.01 при ЦНИИСиЧЛХ.

## Награды
- Орден Пирогова (2024)[3]
- Орден Дружбы (2016)[4]
- Премия Правительства Российской Федерации в области науки и техники (в составе группы, за 2006 год) — за разработку и внедрение реконструктивных операций и методов имплантаций при устранении врожденных и приобретенных дефектов и деформаций челюстно-лицевой области[5]
- Заслуженный врач Российской Федерации (2006)[6]